# Louis-Paulin-Charles-Edouard Morisson
Louis-Paulin-Charles-Edouard Morisson, francoski general, * 1878, † 1965.